# Microteaceae
Microtea là một chi của các thục vật có hoa thuộc họ Microteaceae, bản xứ ở vùng Caribe, trung Mỹ và Nam Mỹ.

## Các loài
Microtea lúc đầu thuộc họ Phytolaccaceae, nhưng hiện nay đã có họ của riêng nó, Microteaceae. Các loài được chấp nhận bởi The Plant List là:
- Microtea debilis Sw.
- Microtea glochidiata Moq.
- Microtea longebracteata H. Walter
- Microtea maypurensis (Kunth) G.Don
- Microtea paniculata Moq.
- Microtea portoricensis Urb.
- Microtea scabrida Urb.
- Microtea sulcicaulis Chodat
- Microtea tenuifolia Moq.